# درناسانان
کُلَنگ‌سانان   یا دُرناسانان (Gruiformes) راسته‌ای از پرندگان هستند.
خانواده‌های کلنگان، یلوگان (Rallidae)، باله‌پنجگان (Heliornithidae) و مرغان جارچی در این راسته جای دارند.